# Passeport jordanien
Le passeport jordanien est un document de voyage international délivré aux ressortissants jordaniens, et qui peut aussi servir de preuve de la citoyenneté jordanienne. 

## Liste des pays sans visa ou visa à l'arrivée
- la Tunisie